# Safsaf (Palestina)
Safsaf (en árabe: صفصاف‎, "sauce llorón") fue una aldea palestina a 9 kilómetros al noroeste de Safed, en la actual Israel. Sus habitantes huyeron al Líbano tras la masacre de Safsaf el 29 de octubre de 1948, durante la guerra árabe-israelí de 1948, en la que unos 70 hombres fueron ejecutados y 4 mujeres y una niña violadas por las tropas israelíes.

## Historia
La aldea era conocida como Safsofa en tiempos romanos. Según Yaqut, el gobernador hamdánida de Alepo, Sayf al-Dawla, solía acosar a sus habitantes en torno al 950 d. C.

### Imperio otomano
A comienzos del siglo XVI, Safsaf pasó a formar parte del Imperio Otomano junto con el resto de Palestina. En un registro de impuestos de 1596, la aldea aparecía encuadrada en la nahiya de Jira, en el sanjacado de Safad. Tenía una población de 25 hogares con aproximadamente 138 personas, todas ellas musulmanas. Los aldeanos pagaban una tasa fija del 25% sobre numeroso artículos agrícolas, incluido el trigo, la cebada, las olivas y las frutas, así como otro tipos de productos tales como las colmenas o las cabras; en total, 3.714 akçe. Una cuarta parte de estos impuestos iban a parar a un waqf (una institución religiosa).
En 1838, Safsaf aparecía registrada como una aldea del distrito de Safad, mientras que en 1875 Victor Guérin la describió como una aldea con quince familias musulmanas. En el Estudio de Palestina Occidental del Fondo para la Exploración de Palestina, realizado en 1881, Safsaf aparecía descrita como una pequeña aldea ubicada en una llanura, con una población de unas 100 personas. También señalaba que “piedras ornamentadas de edificios públicos preexistentes” habían sido usadas para construir el portal de la mezquita local. Los aldeanos cultivaban olivos, higueras y viñas.
Un listado de población otomano de cerca de 1887 mostraba que Safsaf tenía 740 habitantes, todos ellos musulmanes.

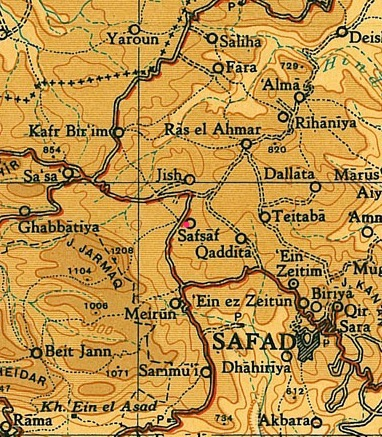
Safsaf (Estudio de Palestina, 1945)

### Mandato británico de Palestina
Safsaf pasó a formar parte del Mandato británico de Palestina en 1922. En este periodo, la aldea quedaba del lado oriental de la autopista Safad-Tarshiha, extendiéndose en dirección noreste-suroeste. Todos los habitantes de Safsaf eran musulmanes. En el centro del pueblo se encontraban la mezquita y varias tiendas, además de una escuela infantil que se creó en esta época. La agricultura era la principal actividad económica de la localidad y se beneficiaba tanto de sistemas de riego como de la propia lluvia. Al norte del pueblo se cultivaban olivos y frutales.
En el censo de Palestina de 1922, Safsaf tenía una población de 521 habitantes musulmanes, una cifra que creció en el censo de 1931 hasta los 662 habitantes, una vez más todos musulmanes, que vivían en 124 viviendas.
Según un estudio oficial de tierras y población de 1945, la población era ya de 910 musulmanes, mientras que la superficie municipal era de 7.391 dunams (7,391 kilómetros cuadrados). De estos, un total de 2.586 dunams se usaban para cultivar cereales, 769 para huertos u otras superficies de regadío, y 72 tenían carácter de terreno urbanizado.

### La masacre de Safsaf y sus consecuencias
El 29 de octubre de 1948, fuerzas israelíes atacaron la localidad como parte de la Operación Hiram. Un bombardeo previo causó la muerte de varios aldeanos, entre los que se encontraba Muhammad Mahmnud Nasir Zaghmout, uno de los cantantes más famosos de la Galilea. Cuando sus habitantes ya se habían rendido, las tropas israelíes vendaron los ojos a unos 70 hombres, a los que llevaron a las afueras del pueblo y fusilaron. Además, los testimonios orales coinciden en que 4 mujeres y una niña fueron violadas, y que a una mujer embarazada le clavaron una bayoneta en el vientre. Luego se seleccionó a varios ancianos y a cinco jóvenes para que recogieran y enterraran los cadáveres. Finalmente, las tropas obligaron a los aldeanos supervivientes a abandonar la localidad sin poder recoger sus pertenencias y a encaminarse hacia el Líbano. Los registros del ejército israelí sobre esta masacre permanecen a día de hoy clasificados.
En 1949 se estableció en los terrenos municipales de Safsaf la localidad de Kfar Hoshen, seguida de Bar Yohai en 1979, también en su superficie. En 1992, la zona donde una vez estuvo Safsaf fue descrita de la siguiente manera: “En el lugar han crecido la hierba y algunos árboles desperdigados entre los que pueden verse todavía unas cuantas terrazas y pilas de piedra que pertenecieron a casas destruidas. Unas cuantas casas todavía están habitadas por israelíes. Una parte de la tierra circundante está siendo cultivada por los asentamientos, mientras que el resto son bosques".